# 维达人
维达人，又译作“吠陀人”，是斯里兰卡的一个土著民族。现在维达人的人口已经很少。

## 族源

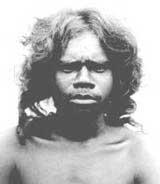
斯里兰卡维达人

公元前18000的人类遗迹显示出与现代维达人的基因联系。
根据古代僧伽罗宫廷编年史记载的民族创生神话《大统史》，蒲林达人即维达人的血统可追溯至僧伽罗民族之父维贾亚。
17世纪罗伯特·诺克斯在被康提王囚禁时所写的史书中亦提到了维达人，诺克斯将他们描述为野人，但也提到有一些驯服的维达人在国王的军队中服役。
萨巴拉加穆瓦省拉的拉特纳普勒在很古的时候就有维达人居住。

## 宗教
万物有灵是维达人的原始信仰。僧伽罗化的内陆维达人多信仰佛教和万物有灵，而泰米尔化的东海岸维达人则信封印度教和万物有灵。
维达信仰最与众不同之处是他们对祖先的祭祀。

## 服饰
直到近代，维达人的衣服都比较简便。男人们只在腰间悬一根腰带，女人们只用布片盖住肚脐至膝盖的区域。现在的着装更为正式，男人以布裙盖住腰部至膝盖，女人则穿上僧伽罗式的衣服，遮住胸部到膝盖的区域。

## 语言
维达人的本族语是维达语，一般为内陆维达人所使用。沿海维达人一般转用僧伽罗语。